# Boris Mikhaïlov (hockey sur glace)
Pour les articles homonymes, voir Boris Mikhaïlov.
Temple de la renommée de l'IIHF : 2000
Temple de la renommée russe : 2004
Boris Petrovitch Mikhaïlov (en russe : Борис Петрович Михайлов ; né le 6 octobre 1944 à Moscou) est un joueur de hockey sur glace. Il est le père de Iegor Mikhaïlov.

## Carrière
Il commence sa carrière en 1962 dans le championnat soviétique de seconde division (Vyschaïa Liga) avec Avangard Saratov. En 1965, il fait ses débuts dans le championnat élite soviétique, ancêtre de la Superliga actuelle, avec le HK Lokomotiv Moscou.
Au bout de deux saisons, il change d'équipe de Moscou et rejoint les rangs du HK CSKA Moscou avec qui il fait toute sa carrière. Il remporte plusieurs fois le championnat soviétique ainsi que la Coupe d'Europe et la Coupe d'URSS.
Il inscrit un total de 428 buts dans sa carrière dans le championnat soviétique et est élu joueur soviétique de l'année en 1978 et 1979.
Il est également un des fers de lance de l'attaque de l'équipe nationale enregistrant sa première sélection en décembre 1967 (victoire 7 à 0 contre le Canada) et sa dernière treize saisons plus tard en 1980. Entre-temps, aligné aux côtés de Valeri Kharlamov et Vladimir Petrov, ils terrorisent les défenses adverses inscrivant à eux trois 275 buts et 537 points.
Il remporte de nombreux championnat du monde, souvent en tant que capitaine, ainsi que trois titres aux Jeux olympiques d'hiver et est le second meilleur buteur de l'histoire de l'équipe d'URSS derrière Aleksandr Maltsev (207 buts contre 213).
Il est une des rares personnes ayant reçu l'Ordre de Lénine, une des plus hautes médailles du régime soviétique. Lors de son dernier match international, il joue devant 14 000 personnes et ses coéquipiers lui firent faire un tour d'honneur sur la glace de la patinoire de Loujniki. Il est admis au temple de la renommée de la Fédération internationale de hockey sur glace en 2000.

## Palmarès

### Palmarès national
- Championnat soviétique : 1968, 1970, 1971, 1972, 1973, 1975, 1977, 1978, 1979, 1980 et 1981
- Coupe d'Europe : 1969, 1970, 1971, 1972, 1973, 1974, 1976, 1978, 1979, 1980 et 1981
- Coupe d'URSS : 1968, 1969, 1973, 1974, 1975, 1976, 1977 et 1979
- Il est sacré meilleur buteur de la ligue soviétique en 1975, 1976 et 1978.

### Palmarès international
Championnat du monde
- Médaille d'or : 1969, 1970, 1971, 1973, 1974, 1975, 1978 et 1979
- Médaille d'argent : 1972 et 1976
- Médaille de bronze : 1977
- En 1973 et 1979, il est élu par la Fédération internationale de hockey sur glace meilleur attaquant du tournoi. En 1974, il est sacré meilleur pointeur et meilleur buteur en 1977 et 1978.

Jeux olympiques d'hiver
- Médaille d'or : 1972 et 1976
- Médaille d'argent : 1980

1979 Challenge Cup
- Les soviétiques remportent deux matchs sur trois de cette série jouée au Madison Square Garden.

## Statistiques
| Saison           | Équipe              | Ligue            |     | PJ  | B   | A   | Pts | Pun |
| 1962-1963        | Avangard Saratov    | Vyschaïa Liga    |     |     |     |     |     |     |
| 1963-1964        | Avangard Saratov    | D3 URSS          |     |     |     |     |     |     |
| 1964-1965        | Avangard Saratov    | Vyschaïa Liga    |     |     |     |     |     |     |
| 1965-1966        | HK Lokomotiv Moscou | Superliga        | 28  | 18  | 8   | 26  | 8   |     |
| 1966-1967        | Lokomotiv Moscou    | Superliga        | 44  | 20  | 7   | 27  | 16  |     |
| 1967-1968        | HK CSKA Moscou      | Superliga        | 43  | 29  | 16  | 45  | 16  |     |
| 1968-1969        | CSKA Moscou         | Superliga        | 42  | 36  | 14  | 50  | 14  |     |
| 1969-1970        | CSKA Moscou         | Superliga        | 44  | 40  | 15  | 55  | 22  |     |
| 1970-1971        | CSKA Moscou         | Superliga        | 40  | 32  | 15  | 47  | 16  |     |
| 1971-1972        | CSKA Moscou         | Superliga        | 31  | 20  | 13  | 33  | 18  |     |
| 1972-1973        | CSKA Moscou         | Superliga        | 30  | 24  | 13  | 37  | 20  |     |
| 1973-1974        | CSKA Moscou         | Superliga        | 31  | 18  | 9   | 27  | 12  |     |
| 1974-1975        | CSKA Moscou         | Superliga        | 35  | 40  | 11  | 51  | 30  |     |
| 1975-1976        | CSKA Moscou         | Superliga        | 36  | 31  | 8   | 39  | 43  |     |
| 1976-1977        | CSKA Moscou         | Superliga        | 34  | 28  | 23  | 51  | 10  |     |
| 1977-1978        | CSKA Moscou         | Superliga        | 35  | 32  | 20  | 52  | 18  |     |
| 1978-1979        | CSKA Moscou         | Superliga        | 43  | 30  | 24  | 54  | 23  |     |
| 1979-1980        | CSKA Moscou         | Superliga        | 41  | 27  | 23  | 50  | 19  |     |
| 1980-1981        | CSKA Moscou         | Superliga        | 15  | 4   | 5   | 9   | 4   |     |
| Totaux Superliga | Totaux Superliga    | Totaux Superliga | 572 | 429 | 224 | 653 | 289 |     |